# Leichtathletik-Weltmeisterschaften 2009/Teilnehmer (Mazedonien)
| Gelbes Symbol für Goldmedaillen mit stilisierten Olympischen Ringen | Graues Symbol für Silbermedaillen mit stilisierten Olympischen Ringen | Braundes Symbol für Bronzemedaillen mit stilisierten Olympischen Ringen |
| ------------------------------------------------------------------- | --------------------------------------------------------------------- | ----------------------------------------------------------------------- |
| —                                                                   | —                                                                     | —                                                                       |

Der mazedonische Leichtathletik-Verband stellte eine Athletin bei den Leichtathletik-Weltmeisterschaften 2009 in Berlin.

## Ergebnisse

### Frauen

#### Laufdisziplinen
| Athletin     | Disziplin | Vorlauf | Vorlauf | Viertelfinale      | Viertelfinale      | Halbfinale         | Halbfinale         | Finale             | Finale             |
| Athletin     | Disziplin | Zeit    | Platz   | Zeit               | Platz              | Zeit               | Platz              | Zeit               | Platz              |
| ------------ | --------- | ------- | ------- | ------------------ | ------------------ | ------------------ | ------------------ | ------------------ | ------------------ |
| Ivana Rožman | 100 m     | 12,60 s | 47      | nicht qualifiziert | nicht qualifiziert | nicht qualifiziert | nicht qualifiziert | nicht qualifiziert | nicht qualifiziert |